# Dusona contumax
Dusona contumax là một loài tò vò trong họ Ichneumonidae.